# Mühle (rhythmische Figur)
Die Mühle, ein Drum Rudiment, ist eine besondere Schlagtechnik für das Schlagzeug. Sie ist eine Kombination von Doppelschlägen in verschiedenen Tempi.
Traditionell wird die Mühle (auch Mama-Papa-Übung genannt) langsam begonnen, dann im Tempo gesteigert bis zum Höchsttempo und dann wieder verlangsamt zum Ausgangstempo.

## Beispiel
R = rechte Hand
L = linke Hand
| R-R-L-L-R-R-L-L | R-R-L-L-R-R-L-L-R-R-L-L-R-R-L-L |
(Zwei aufeinanderfolgende 4/4-Takte, der erste komplett in 8-tel, der zweite komplett in 16-tel)

## Variationen
Natürlich kann man die Mühle mit Akzenten, Vorschlägen, anderen Tempi und Takten vielfach variieren.
vier 8tel, acht 16tel:
R-R-L-L-RRLLRRLL 
zwei 8tel, zwölf 16tel:
R-R-LLRRLLRRLLRR | L-L-RRLLRRLLRRLL